# Memorial Gymnasium
Le Memorial Gymnasium est une salle de basket-ball située à Nashville dans le Tennessee. Les locataires sont les Commodores de Vanderbilt.